# Кайоуа (окръг, Колорадо)
Вижте пояснителната страница за други значения на Кайоуа.
Окръг Кайоуа (на английски: Kiowa County) е окръг в щата Колорадо, Съединени американски щати. Площта му е 4626 km², а населението - 1376 души (2017). Административен център е град Ийдс.